# Étain

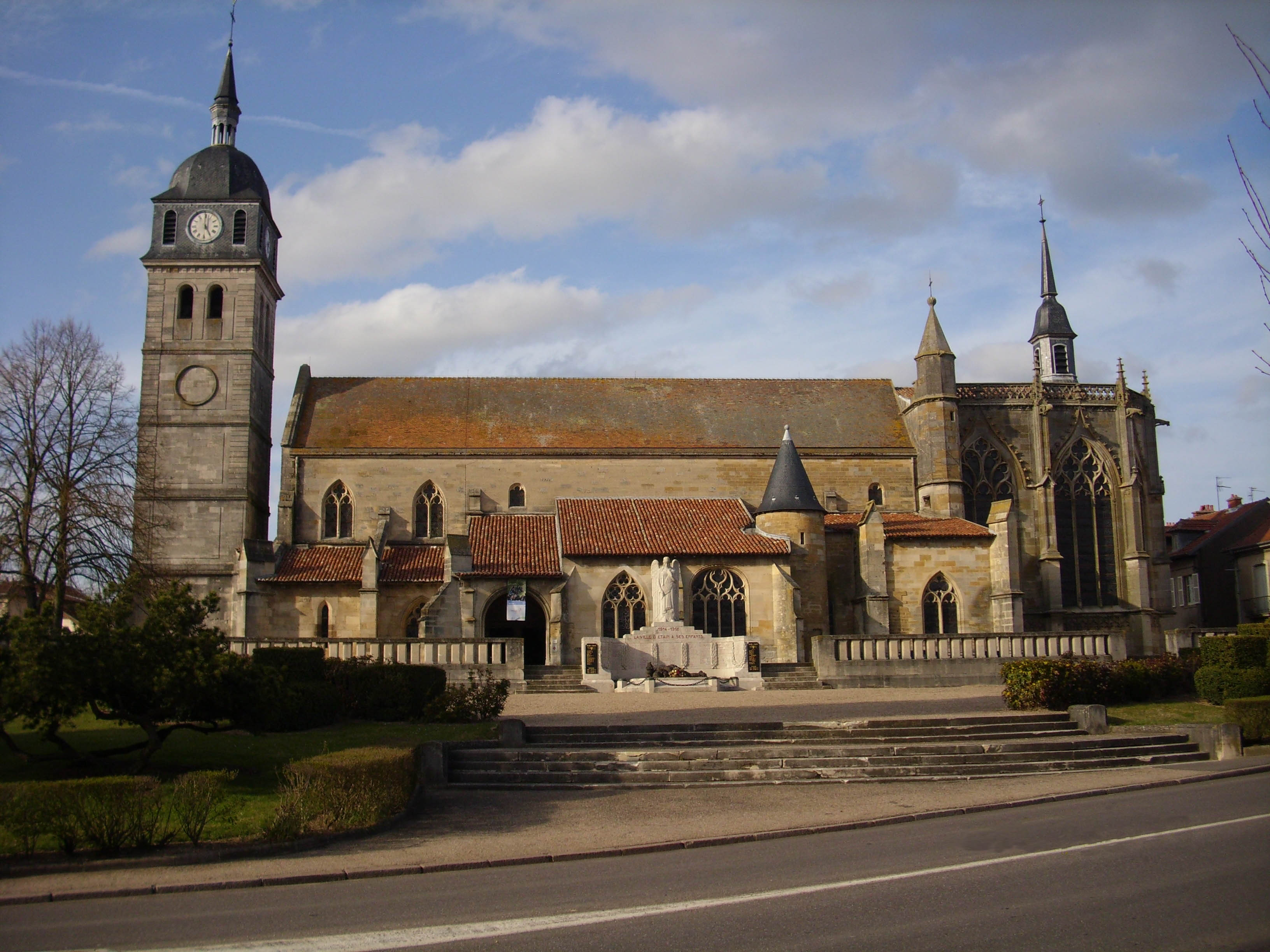
L'église Saint-Martin

Etain – miejscowość i gmina we Francji, w regionie Grand Est, w departamencie Moza.
Według danych na rok 1990 gminę zamieszkiwało 3577 osób, a gęstość zaludnienia wynosiła 182 osób/km² (wśród 2335 gmin Lotaryngii Etain plasuje się na 122. miejscu pod względem liczby ludności, natomiast pod względem powierzchni na miejscu 183.).